# Gleason (Tennessee)
Pour les articles homonymes, voir Gleason.
Gleason est une municipalité américaine située dans le comté de Weakley au Tennessee.

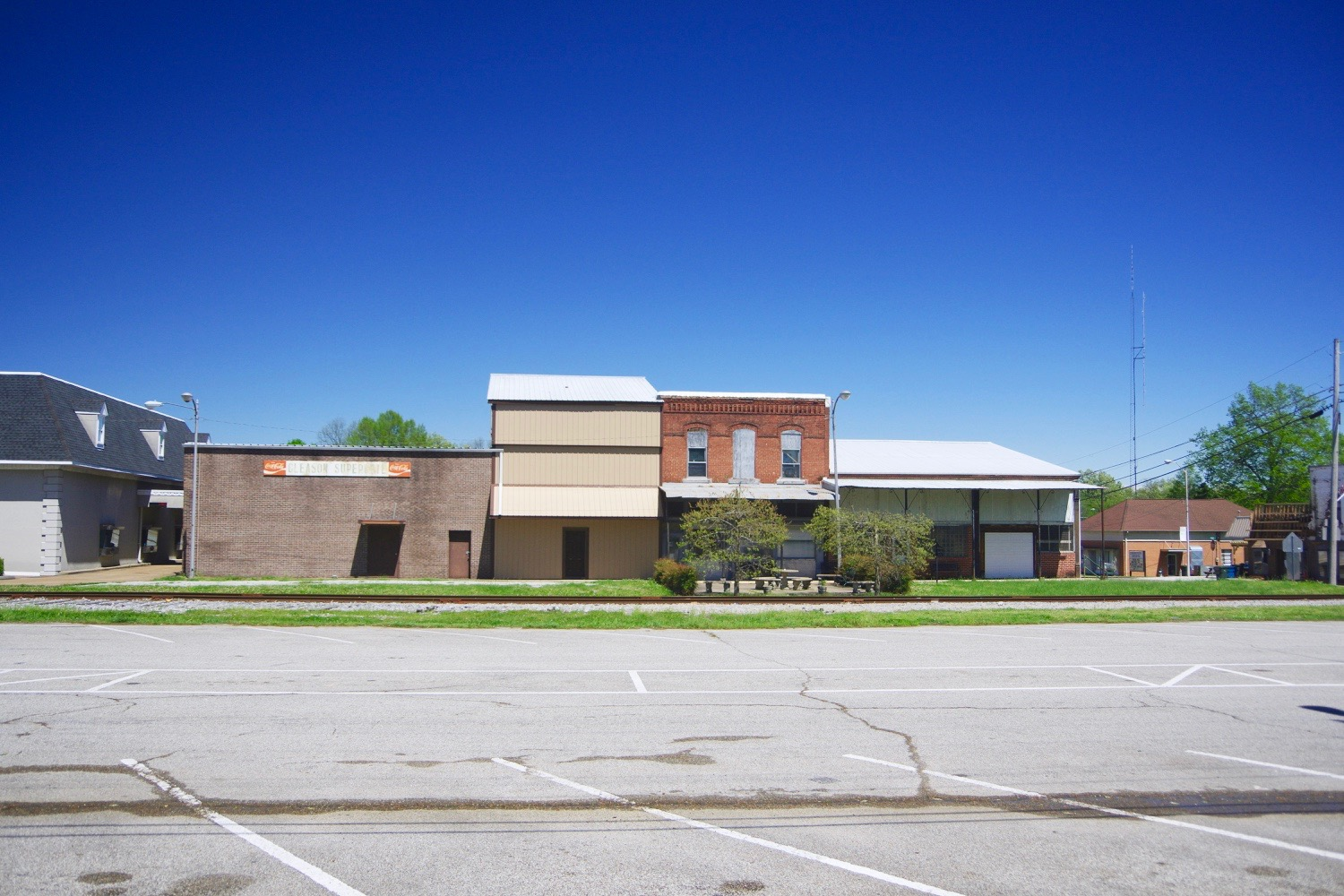
Bâtiments le long de State Championship Road

Selon le recensement de 2010, Gleason compte 1 445 habitants. La municipalité s'étend sur 2,28 milles carrés (5,91 km2).
La localité est fondée en 1850 sous le nom d'Oakwood,. Elle devient une municipalité en 1871 et est renommée Gleason en l'honneur du commerçant W. W. Gleason,.